# Divočina Glacier Peak
Divočina Glacier Peak byla vytvořena Správou lesů Spojených států amerických roku 1960 díky úsilí konzervační rady Severních Kaskád, čtyři roky před uzákoněním divočin Kongresem. Nachází se v okresech Chelan, Snohomish a Skagit v americkém státě Washington a má rozlohu 2 310 km². Je 56 kilometrů dlouhá a 32 kilometrů široká, leží v pohoří Severní Kaskády a v národních lesích Mount Baker-Snoqualmie a Wenatchee. Vyznačuje se hustě zalesněnými údolími vodních toků, která jsou navíc ostře vyřezaná a nachází se pod ledovci pokrytými vrcholky hor.

## Ekologie
Lesní vegetace se zde skládá ze druhů jedlí, douglasek, jedlovců a zeravů, na východních svazích jsou hojné také smíšené lesy borovic a douglasek. Prostředí obývají různá zvířata, mezi něž patří jelen, wapiti, medvěd baribal, kamzík bělák, puma americká, kuna a rys. Obvyklá jsou také menší zvířata, jako např. hraboš pensylvánský. V divočině byl také spatřen poslední potvrzený medvěd grizzly na americkém území Severních Kaskád. Vysokohorská jezera nabízí rybářům hojné počty ryb, ale pouze v měsících, kdy nejsou zaledněna. Hlavním druhem ryby je zde Oncorhynchus clarkii.

## Přístup
K hoře Glacier Peak nevedou žádné silnice, takže návštěvníci musí ujít několik desítek kilometrů skrz těžký terén, aby se dostali k jejímu úpatí. Turisté ze západu mohou k cestě využít údolí řeky White Chuck nebo řeky Suiattle, z východu pak vede cestu buď od západu jezera Chelan, nebo údolím Bílé řeky, popřípadě řeky Chiwawa.

## Podmínky na cestě
Po většinu let je divočina i v květnu pokryta až šesti sty centimetry sněhu. Obvykle sníh na většině stezek a v průsmycích mizí v polovině srpna. I v půlce léta zde může sněžit nebo padat studený déšť.

### Povodňové poškození
20. října 2003 zde byla rekordní povodeň poté, co napadlo 250 mm deště. Teplý déšť roztál sníh a led, čímž vtlačil velké množství vody, ale také stromů a sutin do řek. Po proudu od postižených míst byly poničeny cesty, stezky, mosty i tábořiště. Hodně postižená byla také kontinentální turistická stezka Pacific Crest Trail. Osm mostů, jeden brod a až 50 kilometrů stezky pod horou bylo zničeno. Nyní zde nejsou žádné, nebo pouze velice malé, důkazy o někdejší existenci těchto mostů. Největšími dvěma ztrátami bylo odplavení mostů přes horní tok řeky White Chuck a řeku Suiattle, jelikož i v těch nejlepších podmínkách se zde jedná o velice nebezpečné brody. Navíc pět hlavních přístupových stezek k Pacific Crest Trail, mezi které patří North Fork Skykomish Trail a White Chuck Trail, byly různě poškozeny. Příval bahna také úplně zničil a pohřbil termální prameny Kennedy Hot Springs.